# Atelopus sonsonensis
Atelopus sonsonensis is een kikker uit de familie padden (Bufonidae) en het geslacht klompvoetkikkers (Atelopus). De soort werd voor het eerst wetenschappelijk beschreven door Claudia M. Vélez-Rodriguez en Pedro Miguel Ruíz-Carranza in 1997. Omdat de soort pas sinds recentelijk is beschreven wordt de kikker in veel literatuur nog niet vermeld.
Atelopus sonsonensis leeft in delen van Zuid-Amerika en komt endemisch voor in Colombia. De kikker is bekend van een hoogte van ongeveer 1500 meter boven zeeniveau. De soort komt in een relatief klein gebied voor en is hierdoor kwetsbaar. Door de internationale natuurbeschermingsorganisatie IUCN wordt de soort beschouwd als 'Kritiek'.
Atelopus sonsonensis was al meer dan tien jaar niet meer gezien tot er in 2008 nog een populatie werd ontdekt.